# Diocesi di Gissaria
La diocesi di Gissaria (in latino: Dioecesis Gypsariensis) è una sede soppressa e sede titolare della Chiesa cattolica.

## Storia
Gissaria, identificabile con Honaïne nell'odierna Algeria, è un'antica sede episcopale della provincia romana della Mauritania Cesariense.
Sono due i vescovi documentati di questa diocesi africana. Alla conferenza di Cartagine del 411, che vide riuniti assieme i vescovi cattolici e donatisti dell'Africa romana, presero parte il cattolico Germano e il donatista Fidentino.
Dal 1933 Gissaria è annoverata tra le sedi vescovili titolari della Chiesa cattolica; dal 29 novembre 2012 il vescovo titolare è Radosław Zmitrowicz, O.M.I., vescovo ausiliare di Kam"janec'-Podil's'kyj.

## Cronotassi

### Vescovi residenti
- Germano † (menzionato nel 411)
  - Fidentino † (menzionato nel 411) (vescovo donatista)

### Vescovi titolari
- Joaquín Anselmo María Albareda y Ramoneda, O.S.B. † (5 aprile 1962 - 20 aprile 1962 dimesso)
- Joakim Segedi † (24 febbraio 1963 - 20 marzo 2004 deceduto)
- José Roberto Ospina Leongómez (19 aprile 2004 - 10 maggio 2012 nominato vescovo di Buga)
- Radosław Zmitrowicz, O.M.I., dal 29 novembre 2012